# Vendicata!
Vendicata! è un film italiano del 1956 diretto da Giuseppe Vari.

## Produzione
Il film è ascrivibile al filone dei melodrammi sentimentali strappalacrime (poi ribattezzato dalla critica con il termine neorealismo d'appendice), all'epoca molto in voga tra il pubblico italiano.

## Distribuzione
Il film è uscito nelle sale cinematografiche italiane il 7 marzo del 1956.
Venne in seguito distribuito anche in Francia, il 9 settembre del 1959, con il titolo La Vengeance du destin.

## Accoglienza
Il film ha avuto discreto successo commerciale, arrivando ad incassare 300.000.000 di lire dell'epoca.